# Kościelec (gromada w powiecie inowrocławskim)
Kościelec (alt. Kościelec Kujawski) – dawna gromada, czyli najmniejsza jednostka podziału terytorialnego Polskiej Rzeczypospolitej Ludowej w latach 1954–1972.
Gromady, z gromadzkimi radami narodowymi (GRN) jako organami władzy najniższego stopnia na wsi, funkcjonowały od reformy reorganizującej administrację wiejską przeprowadzonej jesienią 1954 do momentu ich zniesienia z dniem 1 stycznia 1973, tym samym wypierając organizację gminną w latach 1954–1972.
Gromadę Kościelec z siedzibą GRN w Kościelcu utworzono – jako jedną z 8759 gromad na obszarze Polski – w powiecie inowrocławskim w woj. bydgoskim, na mocy uchwały nr 24/7 WRN w Bydgoszczy z dnia 5 października 1954. W skład jednostki weszły obszary dotychczasowych gromad Gorzany, Kościelec, Batkowo, Rycerzewo i Cieślin, ponadto wieś Rycerzewko z dotychczasowej gromady Pławin oraz wieś Sójkowo z dotychczasowej gromady Radłówek – wszystkie ze zniesionej gminy Inowrocław-Zachód w tymże powiecie. Dla gromady ustalono 23 członków gromadzkiej rady narodowej.
Gromadę zniesiono 31 grudnia 1961, a jej obszar włączono do gromad Janikowo (wsie Gorzany, Kościelec, Dziarnowo i Leszczyce), Pakość (wsie Rycerzewo, Rycerzewko, Sójkowo, Cieślin i Mimowola) i Tupadły (wsie Popowice i Batkowo) w tymże powiecie.